# Hugo Soares
Hugo Alexandre Lopes Soares (Braga, 2 de março de 1983) mais conhecido por Hugo Soares, é um advogado e político português. Atualmente, desempenha as funções de Secretário-Geral do Partido Social Democrata, deputado à Assembleia da República e Presidente do Grupo Parlamentar do Partido no Parlamento. Foi anteriormente Presidente da Comissão Política Nacional da Juventude Social Democrata entre 2012 e 2014, e é o atual Secretário-Geral do Partido Social Democrata, na direção de Luís Montenegro. 

## Biografia
Foi deputado à Assembleia da República desde 21 de junho de 2011 até 24 de outubro de 2019, pelo círculo de Braga, tendo sido eleito para um segundo mandato a 4 de outubro de 2015. Entre 2017 e 2018 foi líder do grupo parlamentar do PSD, tornando-se o deputado mais novo de sempre a desempenhar essas funções. Após a segunda candidatura de Luís Montenegro à presidência do PSD, em 2022, convidou Hugo Soares para Secretário-Geral do Partido. Em 2024, regressa à Assembleia da República como deputado e é nomeado pelo Presidente do PSD, Luís Montenegro, como Presidente do Grupo parlamentar do Partido.